# Hans Piloty
Hans Piloty (* 1. November 1894 in Berlin; † 12. August 1969 in Wildbad Kreuth) war ein deutscher Elektroingenieur und Nachrichtentechniker.

## Leben
Hans Jakob Piloty entstammte einer großbürgerlichen Münchner Künstler- und Gelehrtenfamilie. Er begann 1913 ein Studium der Elektrotechnik an der Technischen Hochschule München. Nach freiwilligem Einsatz im Ersten Weltkrieg erwarb er 1921 das Diplom und promovierte 1923 bei Leo Kadrnozka (1872–1922). Ab 1925 war er Oberingenieur bei AEG Berlin. In der Abteilung Kraftwerke bearbeitete er Fragen der Energieübertragung. 1931 wurde er auf den Lehrstuhl für elektrische Messtechnik an der TH München berufen. In seinem Institut wurden in der Zeit des Nationalsozialismus „kriegswichtige“ Aufträge im Bereich der Fernmeldetechnik, Hochfrequenztechnik und Elektroakustik für alle drei Waffengattungen (Heer, Luftwaffe und Marine) durchgeführt.
Nach dem Zweiten Weltkrieg arbeitete er 1947 für wenige Monate in Fort Monmouth, kehrte aber rasch nach München zurück, um sein Institut wieder aufzubauen. Von 1948 bis 1951 war er als Entlasteter Rektor der TH München. 1955 bezog er einen Neubau des Instituts für Nachrichtentechnik an der Theresienstrasse. Im Jahr 1962 wurde er emeritiert.
Aufgrund alliierter Kontrollrechte war die Entwicklung elektronischer Rechner noch meldepflichtig. 1952–55 wurde unter seiner und des Mathematikers Robert Sauers Leitung die Programmgesteuerte Elektronische Rechenanlage München (PERM) gebaut, von einem Team von Ingenieuren und Mathematikern, darunter sein Sohn Robert Piloty, Walter Proebster, Hans-Otto Leilich, Klaus Samelson, Heinz Schecher und Friedrich L. Bauer. 1958 wurde ihm der Bayerische Verdienstorden verliehen.
1962 gründete er mit Sauer die Kommission für elektronisches Rechnen (heute Kommission für Informatik) in der Bayerischen Akademie der Wissenschaften, auf die das Leibniz-Rechenzentrum (LRZ) zurückgeht.
Hans Piloty starb im August 1969 im Alter von 74 Jahren. Er wurde auf dem Nordfriedhof in München begraben. Er war mit Maria Defregger (1901–1988) verheiratet. Aus der Ehe ist u. a. der Sohn Robert Piloty hervorgegangen.

## Ehrungen
- 1947: Ordentliches Mitglied der Bayerischen Akademie der Wissenschaften
- 1958: Bayerischer Verdienstorden
- 1961: Dr.-Ing. E. h. der TH Stuttgart
- 1964: Ehrenring des VDE
- 1966: Goldmedaille des Bayerischen Rundfunks
- 1968: Goldener Ehrenring des Deutschen Museums

## Veröffentlichungen
- Die Rolle des Geistes in der Nachrichtentechnik. Vortrag. 1949
- Der Begriff der Nachricht in der elektrischen Nachrichtentechnik. 1950
- Tafel der Jacobischen elliptischen Funktion. 1953
- Sechsstellige Tafel der Cauer-Parameter. 1955
- Was leisten und wie arbeiten elektronische Rechenmaschinen? In: Universitas. Bd. 10, 1955
- Über den Entwurf von Allpässen, Tiefpässen und Bandpässen mit einer im Tschebyscheffschen Sinne approximierten konstanten Gruppenlaufzeit. 1960
- Der Magnetkernspeicher der PERM. 1961
- Mensch und informationsverarbeitender Automat. 1963
- Neues Konstruktionsprinzip für einen wirtschaftlichen und betriebssicheren Halbfestwertspeicher. 1963
- Die Brückenreaktanzen eines symmetrischen Filters mit vorgeschriebenem Betriebsverhalten
- Die Halbierung eines symmetrischen Reaktanz-Vierpols